# 小宮一浩 (実業家)
小宮 一浩（こみや かずひろ、1962年 - ）は、日本の実業家。株式会社ビジネスブレイン太田昭和代表取締役社長、公認会計士。

## 人物・経歴
1962年、東京都生まれ。1986年、立教大学経済学部経済学科卒業。公認会計士試験合格後、井上監査法人にて監査業務を行う。
1998年、株式会社ビジネスブレイン太田昭和に入社。2006年、同社理事、2008年、同社アカウンティングコンサルティング本部長、2013年、同社取締役執行役員、2018年、同社代表取締役専務執行役員を歴任し、コンサルティング部門の責任者を長らく務めた。2020年6月、同社代表取締役社長に就任。